# Зятинець
Зя́тинець — село в Україні, у Довбиській селищній територіальній громаді Звягельського району Житомирської області. Населення становить 12 осіб (2001).

## Населення

### Мова
Розподіл населення за рідною мовою за даними перепису 2001 року:
| Мова       | Кількість | Відсоток |
| ---------- | --------- | -------- |
| українська | 12        | 100 %    |

## Історія
До 27 липня 2016 року село входило до складу Мар'янівської селищної ради Баранівського району Житомирської області.